# Ferdinand Wedenig

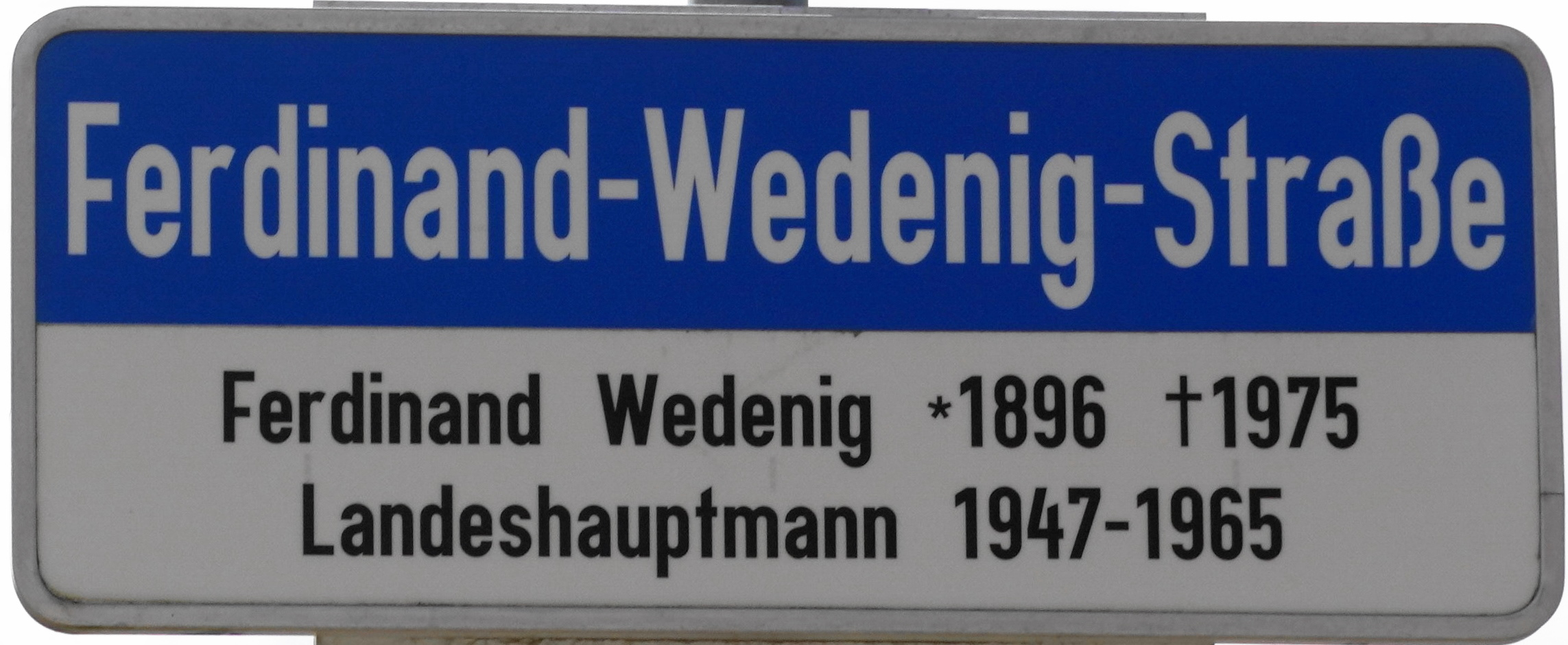
Ferdinand-Wedenig-Straße, Villach-Zauchen

Ferdinand Wedenig (* 10. Mai 1896 in Gurnitz; † 11. November 1975 in Klagenfurt) war ein österreichischer Politiker der SPÖ. Von 1947 bis 1965 war er Landeshauptmann von Kärnten.
Ferdinand Wedenig erlernte nach der Volksschule in der Handelsschule den Beruf des Kaufmanns. Er schloss sich den Sozialdemokraten an und wurde dadurch nach dem Februaraufstand im Jahr 1934 inhaftiert.
Am 22. August 1944 wurde er zusammen mit 159 weiteren ehemaligen sozialdemokratischen Funktionären infolge des misslungenen Attentats auf Adolf Hitler vom 20. Juli 1944 verhaftet und in das KZ Dachau verbracht. Nach dem Krieg wurde er Mitglied der provisorischen Kärntner Landesregierung für die SPÖ, für die er auch als Parteisekretär sowie Abgeordneter zum Nationalrat tätig war.
Als Hans Piesch (SPÖ) wegen Vorwürfen seiner NS-Vergangenheit im April 1947 zurücktrat, folgte ihm Ferdinand Wedenig als Landeshauptmann. Diese Funktion konnte er über insgesamt vier Legislaturperioden bis zum Jahr 1965 halten. Auf seinen Erlass hin wurde Slowenisch als Pflichtfach in den Volksschulen im zweisprachigen Gebiet von Kärnten abgeschafft, wofür er von den Verbänden der Kärntner Slowenen stark kritisiert wurde.
Weitere Funktionen, die er innehatte, waren u. a. Verlagsdirektor, Obmann des Militärverbandes Kärnten und Mitglied des Gemeinderates von Klagenfurt und Völkermarkt. Ferdinand Wedenig wurde im Jahr 1965 wegen seiner Verdienste um die Stadt Klagenfurt zu deren Ehrenbürger ernannt.